# Sudoměřice
Sudoměřice è un comune della Repubblica Ceca facente parte del distretto di Hodonín, in Moravia Meridionale.